# 2984 Chaucer
2984 Chaucer este un asteroid din centura principală, descoperit pe 30 decembrie 1981 de Edward Bowell.